# 哈德利鎮區 (北卡羅萊納州查塔姆縣)
哈德利鎮區（英語：Hadley Township）是位於美國北卡羅萊納州查塔姆縣的一個鎮區。

## 地方資料
哈德利鎮區的面積為120.69平方千米，皆為陸地。根據2020年美國人口普查的數據，當地共有人口3665人，而人口密度為每平方千米30.37人。